# Tiki Waka
Tiki Waka is een Bobsled Coaster in het Belgische attractiepark Walibi Belgium,  van de Duitse fabrikant Gerstlauer. Sinds 7 april 2018 konden bezoekers de achtbaan uitproberen tijdens soft-openingen. Ondertussen werd thematisering en dergelijke verder afgewerkt. De officiële opening volgde twee maanden later, op 9 juni. 
Een Bobsled Coaster is een achtbaantype met kleine wagentjes voor vier personen. De baan bevat een combinatie van elementen van een wildemuis-achtbaan, verkante bochten en veel airtime-heuvels.

## Locatie en bouw
De attractie is gebouwd op de voormalige locatie van La Coccinelle, die op zijn beurt verplaatst wordt naar de voormalige locatie van La Grande Roue. De bouw startte reeds tijdens het Halloween-event van 2017. De Keverbaan werd eind september uit elkaar gehaald en van de locatie verwijderd en de vijver van Gold River Adventure werd drooggelegd, waarna de bouwwerkzaamheden begonnen. Op 30 januari werden de eerste baandelen geplaatst. Op 15 februari, tijdens een werfrondleiding voor pers en genodigden, werd de naam van de achtbaan bekendgemaakt. Op 1 maart werd het laatste baandeel geplaatst. Tiki Waka is een onderdeel van het nieuwe Polynesische themagebied Exotic World.

## Opening
De bedoeling was om de achtbaan te openen bij seizoensstart in 2018, dus op 31 maart. Deze deadline werd niet gehaald, onder andere door de weersomstandigheden. Uiteindelijk werden de eerste testritjes op 27 maart gereden. Het park deelde mee dat de opening ten vroegste op 7 april zou kunnen plaatsvinden.

## Treinen
Op de baan staan 5 treinen. Het gaat om losse karretjes die elk 4 personen kunnen vervoeren, in 2 rijen van 2.
Afbeeldingen · Geschiedenis van Walibi Belgium